# Fairview, Union County, North Carolina
Fairview är en kommun (town) i Union County i delstaten North Carolina, USA.